# گمینا کولباشوآ
گمینا کولباشوآ (به لاتین: Gmina Kolbuszowa) یک منطقهٔ مسکونی در لهستان است که در شهرستان کولبوشووا واقع شده‌است. گمینا کولباشوآ ۱۷۰٫۵۹ کیلومتر مربع مساحت و ۲۴٬۴۸۶ نفر جمعیت دارد.